# Charles Gordon-Lennox, 7. Duke of Richmond

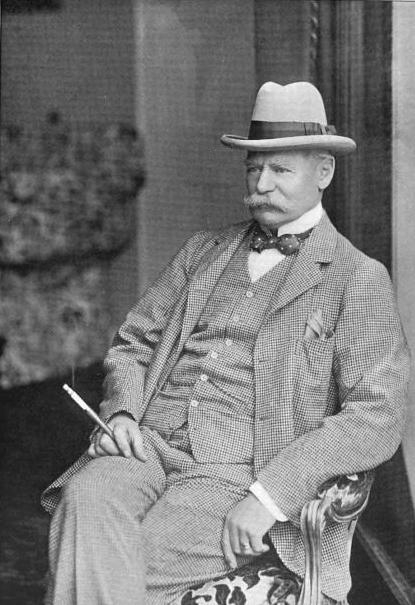
Charles Gordon-Lennox, 7. Duke of Richmond (1907)

Charles Henry Gordon-Lennox, 7. Duke of Richmond KG, GCVO, CB (* 27. Dezember 1845 in London; † 18. Januar 1928), war ein britischer Politiker und Adliger.
Charles war der älteste Sohn des Charles Gordon-Lennox, 6. Duke of Richmond, und dessen Gemahlin Frances Harriet Greville. Als Heir apparent seines Vaters führte er ab 1860 den Höflichkeitstitel Earl of March.
Er wurde am Eton College ausgebildet und trat anschließend als Offizier bei den Grenadier Guards in die British Army ein. Er war Mitglied der Conservative Party und war von 1869 bis 1885 als Abgeordneter für West Sussex und 1885 bis 1888 für Chichester Mitglied des House of Commons. Danach wurde er Lord Lieutenant von Banffshire und Morayshire. Im Rang eines Colonel des 3rd Royal Sussex Regiment kämpfte er im Zweiten Burenkrieg und wurde mentioned in dispatches. 1902 wurde er als Companion des Order of the Bath ausgezeichnet. Er diente von 1896 bis 1903 als Aide-de-camp für Königin Victoria, von 1903 bis 1910 für König Eduard VII. und von 1910 bis 1920 für König Georg V.
Beim Tod seines Vaters erbte er 1903 dessen Adelstitel als Duke of Richmond, Lennox and Gordon und wurde dadurch Mitglied des House of Lords. 1904 wurde er zum Knight Grand Cross des Royal Victorian Order geschlagen und wurde Deputy Lieutenant von Sussex. 1905 wurde er als Knight Companion in den Hosenbandorden aufgenommen und wurde Friedensrichter für Sussex. 1917 erhielt er das Amt des Kanzlers der Universität Aberdeen.
Er heiratete 1868 in erster Ehe Amy Mary Ricardo (1848–1879), mit der er fünf Kinder hatte:
- Charles Gordon-Lennox, 8. Duke of Richmond (1870–1935);
- Lady Evelyn Amy Gordon-Lennox (1872–1922), ⚭ Sir John Richard Geers Cotterell, 4. Baronet;
- Lady Violet Mary Gordon-Lennox (1874–1946), ⚭ 1894 Henry Brassey, 1. Baron Brassey of Apethorpe;
- Lord Esmé Charles Gordon-Lennox (1875–1949);
- Lord Bernard Charles Gordon-Lennox (1878–1914), gefallen (Vater von Konteradmiral Alexander Gordon-Lennox);

In zweiter Ehe vermählte er sich 1882 mit Isabel Sophie Craven (1863–1887), eine Enkelin von Admiral Charles Yorke, 4. Earl of Hardwicke, mit der er zwei weitere Töchter hatte:
- Lady Muriel Beatrice Gordon-Lennox (1884–1968), ⚭ (1) 1904–1933 William Malebisse Beckwith, ⚭ (2) 1933 Lewis Derek Jones;
- Lady Helen Magdalan Gordon-Lennox (1886–1965), ⚭ 1911 Alan Percy, 8. Duke of Northumberland.